# 怀宁路
怀宁路，安徽省合肥市的一条南北向次干道，得名自怀宁县，为翡翠路、潜山路、西二环路的分流次干道。道路北起北二环路正接八公山路，经合肥城西多条主次干道、利用天鹅湖隧道下穿天鹅湖后，止于 合肥绕城高速南侧的创业园路正接宝塔路，其中长江西路以北称怀宁北路。沿路有庐州公园、合肥兴华学校、安徽警官职业学院西校区、清溪公园、安徽省法治宣传和研究中心、民生大厦、合肥市宁溪小学、匡河公园、合肥总商会大厦、合肥市民主党派综合办公楼、合肥市自然资源和规划局、人民日报社安徽分社、国家税务总局合肥市税务局、合肥市综治信访中心、合肥市中级人民法院、合肥大剧院、合肥市文化广电新闻出版局、天鹅湖公园、安徽广播电视台、安徽省文化博物园、合肥体育中心等。

## 轨道交通
- █ 2号线：十里庙站
- █ 3号线：合肥大剧院站
- █ 6号线：松荫桥站